# Argus As.III
L'Argus As.III era un motore aeronautico a 6 cilindri in linea raffreddato a liquido sviluppato dall'azienda tedesco imperiale Argus Motoren GmbH negli anni dieci del XX secolo e prodotto, oltre che dalla stessa, anche dalla Opel su licenza.
La sua sigla deriva dalla categorizzazione Idflieg vigente nell'Impero tedesco, che assegnava la denominazione in numeri romani in base alla fascia di potenza.
Il Gruppe III era quello assegnato ai motori nella fascia corrispondente ai 150 - 199 PS (110 - 146 kW) di potenza nominale erogata.

## Velivoli utilizzatori
Germania
- AEG C.IV
- Albatros B.II
- Albatros C.I
- Albatros C.III
- Gotha G.IV
- Hannover CL.II
- Hannover CL.IIIa
- LFG Roland D.II
- LFG Roland D.III
- Rumpler C.I
- Rumpler C.VIII
- Sablatnig C.I